# جزيرة أونتونج جاوا
جزيرة أونتونج جاوا وهي جزيرة من جزر إندونيسيا، وتقع في إقليم جاكارتا، في بولاو سيريبو ضمن جنوب الجزر الألف.